# Kehva állomás
Kehva (Gaehwa) állomás a szöuli metró 9-es vonalának állomása, mely Kangszo-ku (Gangseo-gu) kerületben található.

## Viszonylatok
| 9-es vonal | 9-es vonal   | 9-es vonal                                    |
| ---------- | ------------ | --------------------------------------------- |
| végállomás | személyvonat | Kimphói (Gimpói) repülőtér Veteránkórház felé |